# Musée du Shandong

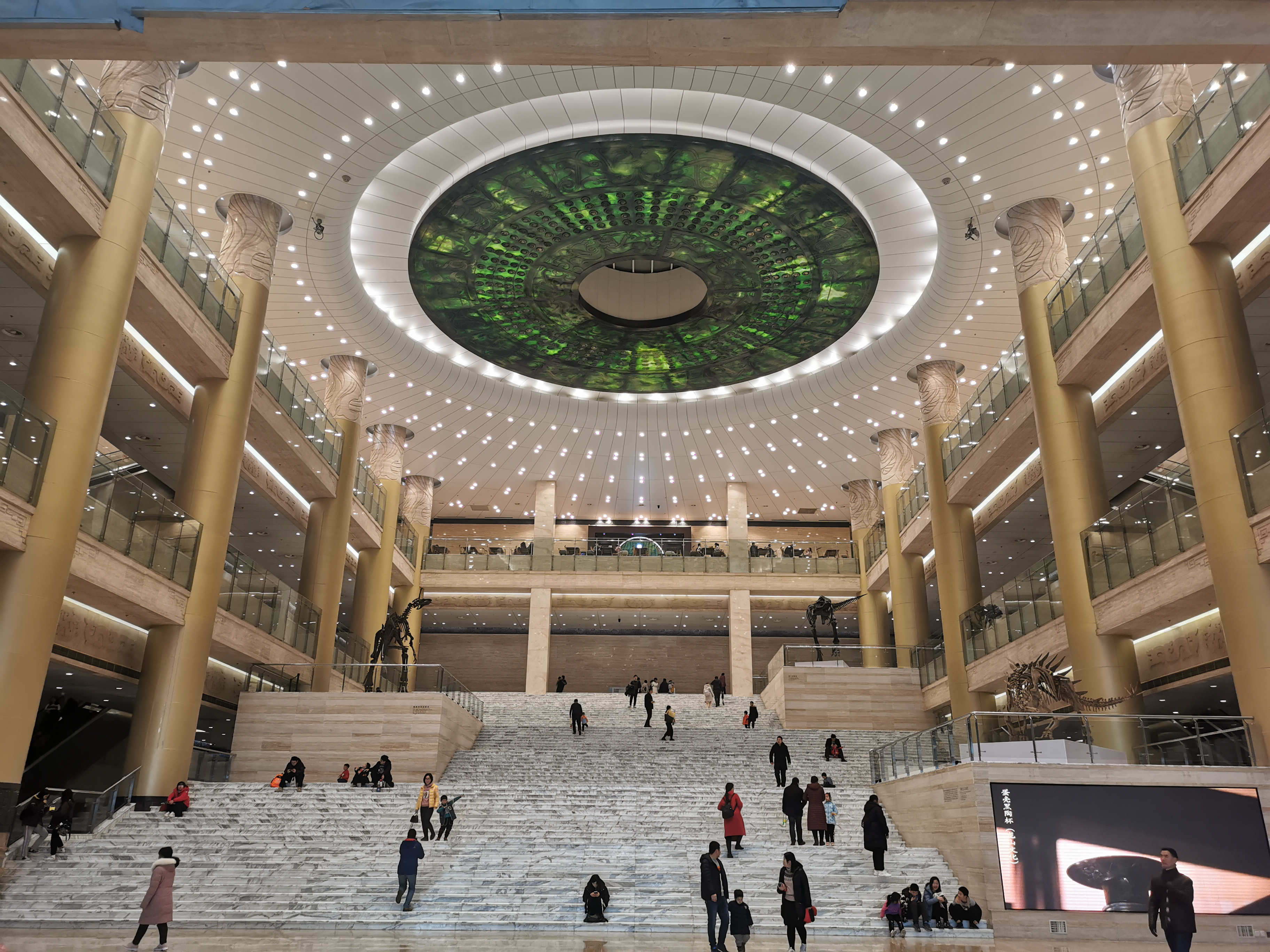
Musée de Shandong

Le musée du Shandong (chinois : 山东省博物馆 ; pinyin : shāndōng shěng bówùguǎn) est le principal musée de la province de Shandong, en Chine. Situé à Jinan, il présente l'histoire et les arts de la province, ainsi qu'une collection d'histoire naturelle. Sa collection de 210 000 objets en fait l'un des plus grands du pays. Fondé en 1887, il a emménagé dans son bâtiment actuel en 2010.

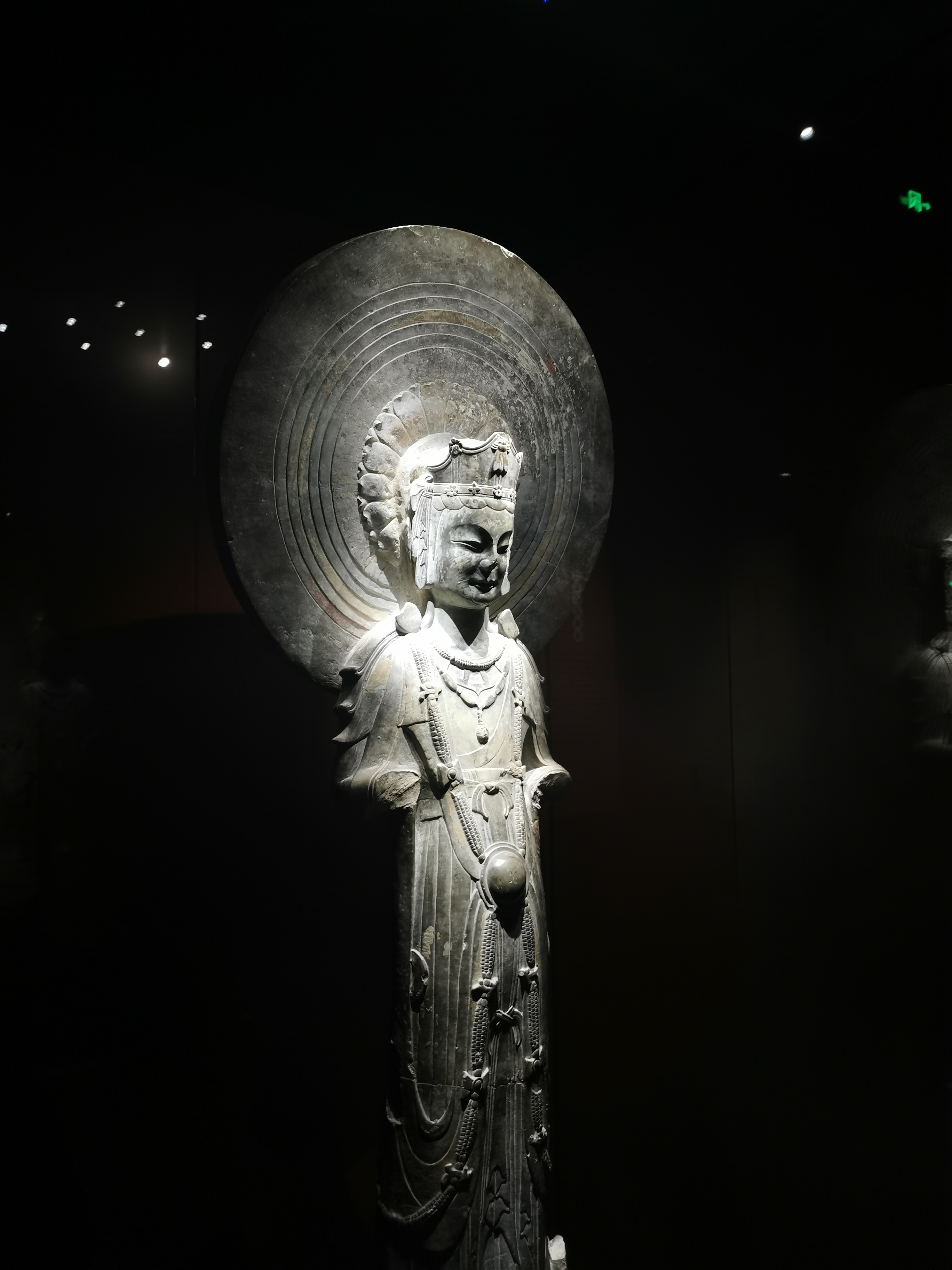
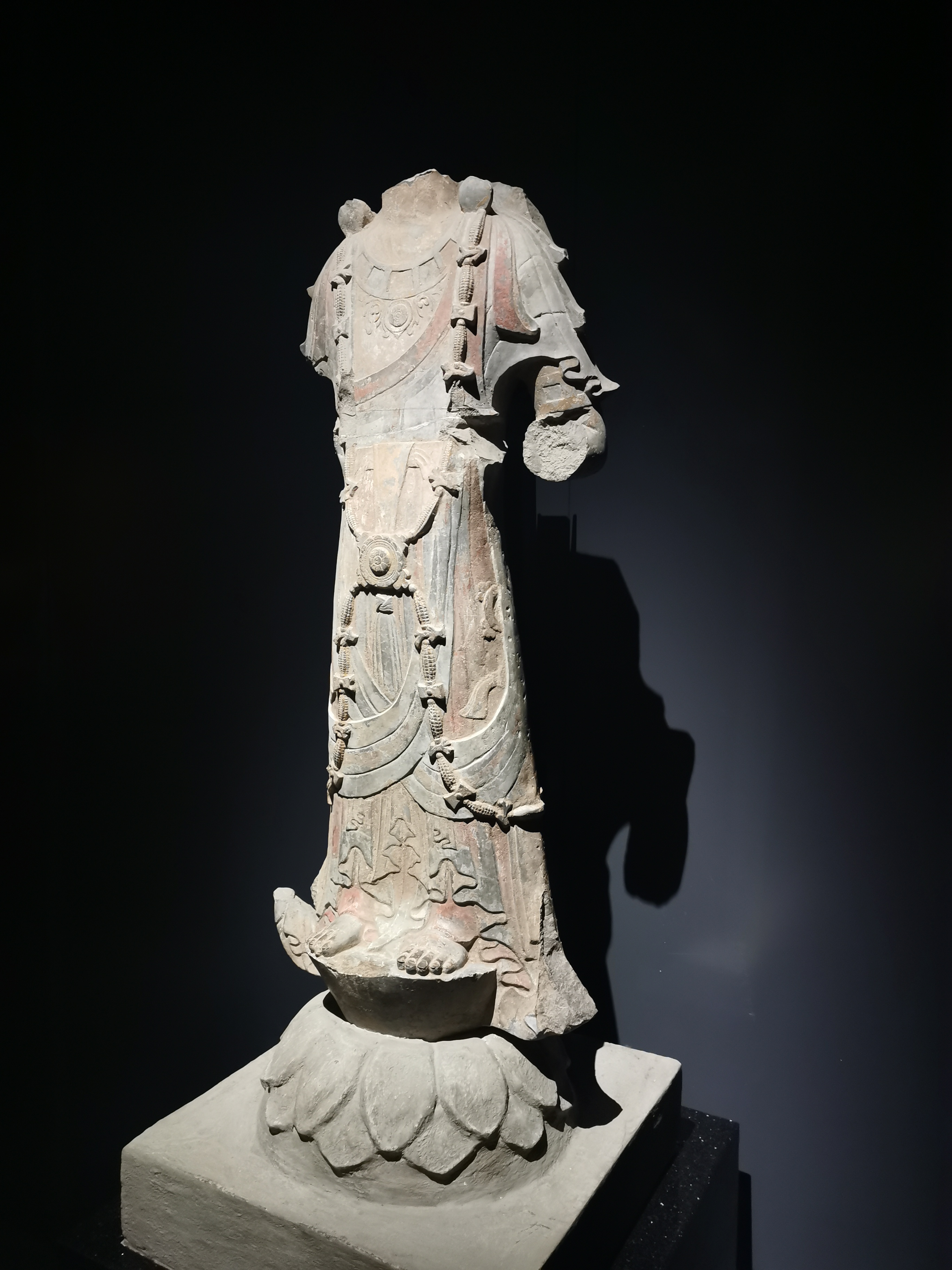
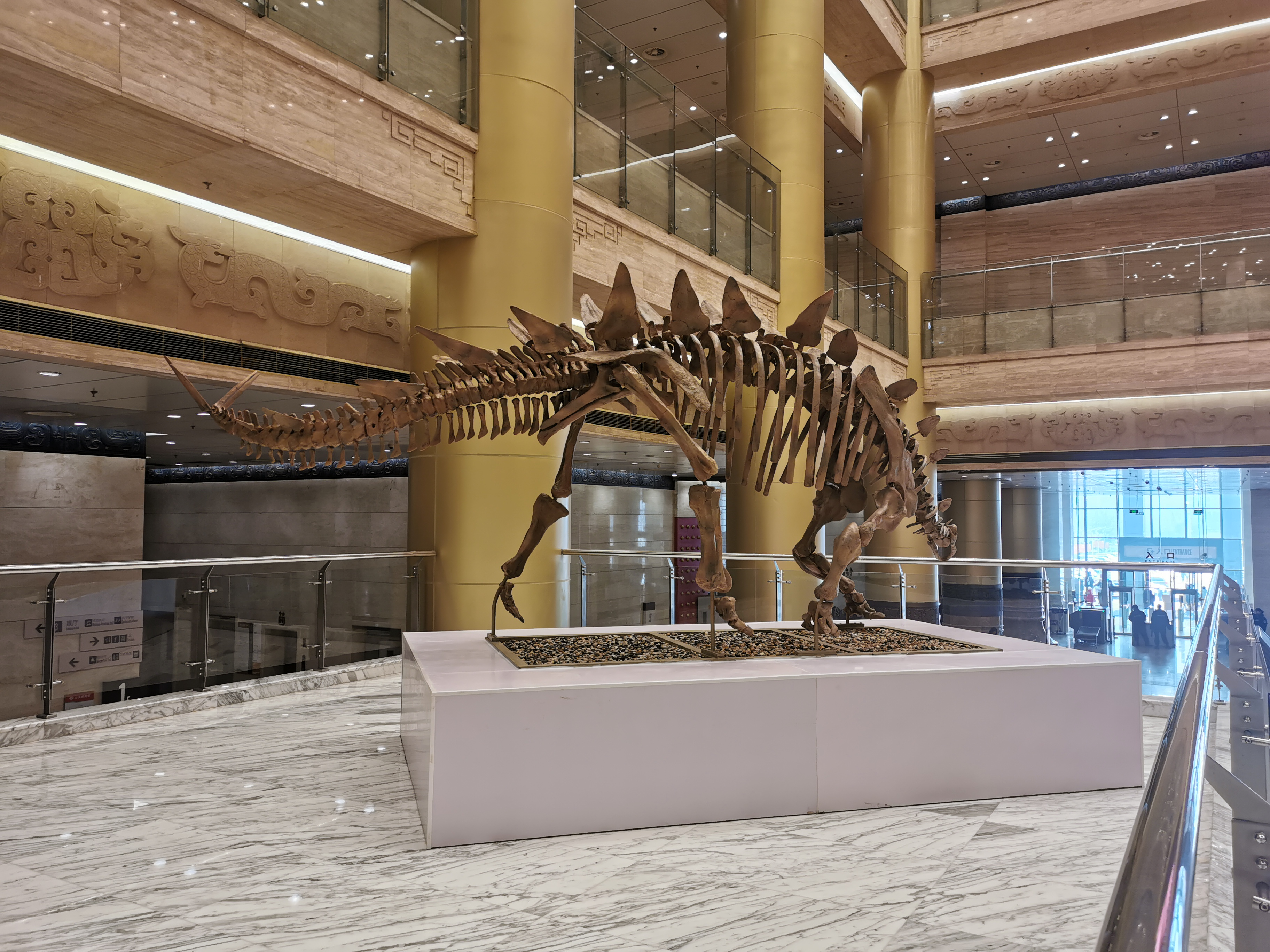
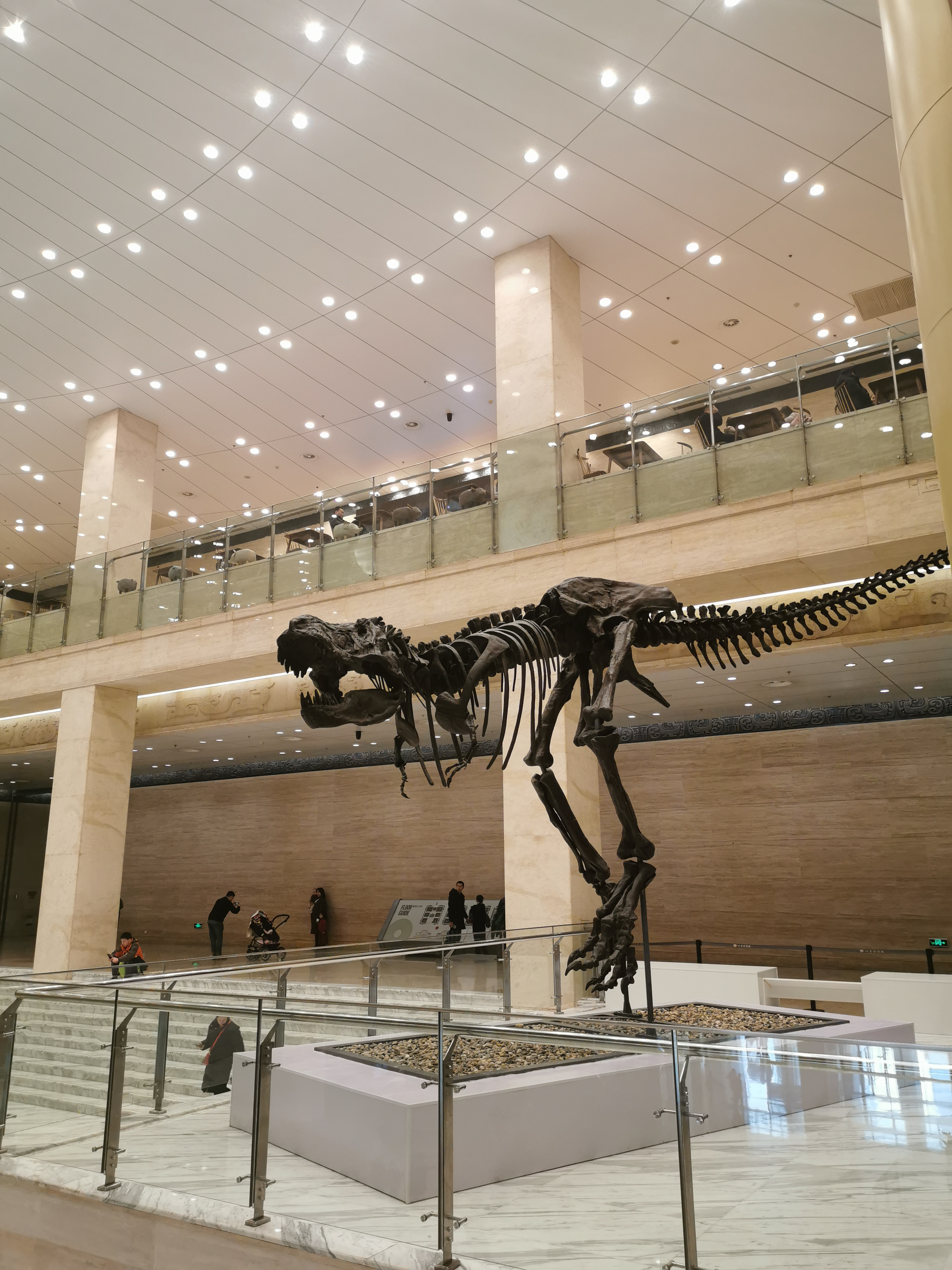
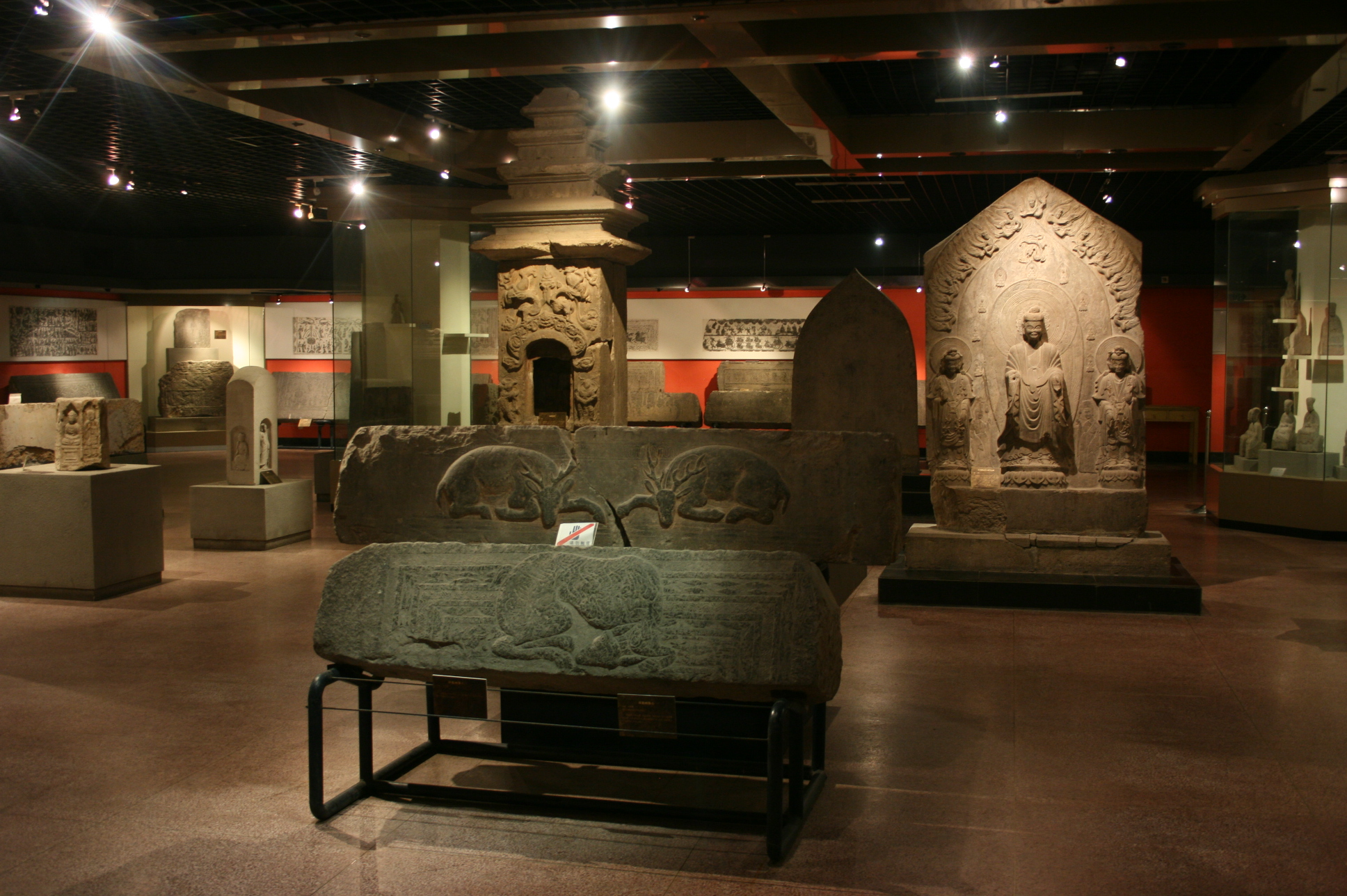